# Rubikovo maščevanje
Rubikovo maščevanje je 4×4×4 različica zelo popularne mehanske uganke rubikove kocke (3×3×3), ki jo je izumil Péter Sebestény. Prvotno ime za izum naj bi bilo Sebesténijeva kocka, vendar se je kmalu pred patentiranjem spremenilo v Rubikovo maščevanje, da bi privlačilo navdušence za Rubikovo kocko. 

## Zgradba
Za razliko originalne uganke, Rubikovo maščevanje nima statičnih (fiksiranih) centrov. Centri, ki jih sestavljajo štiri kockice na vsaki strani, se lahko premikajo na druge pozicije. Rubikovo maščevanje se od Rubikove kocke razlikuje tudi po mehanski strukturi - centri drsijo po brazdah v notranji krogli, ki ni vidna, razen če se kocko razstavi. Kotne in robovne kockice drsijo po tračnicah center kockic, zelo podobno kot pri 3×3×3 različici.
Kocka je zgrajena iz 56 manjših kockic - 24 center kockic, ki kažejo samo eno barvo, 24 robovnih kockic, ki kažejo dve barvi in 8 kotnih kockic ki kažejo tri različne barvne kombinacije.
Večina teh kock ima barvni sestav na sledeč način:
Rumena nasproti bele, rdeča nasproti oranžne in zelena nasproti modre.
Obstajajo tudi kocke z alternativno barvno sestavo, za primer: rumena nasproti zelene in modra nasproti bele (rdeča in oranžna pa se ne spremenita).

## Permutacije
V kocki je 24 robovnih, 24 center in 8 kotnih kockic.
Vsaka permutacija center kockic je možna kar znese na {\displaystyle 8!=40320} permutacij center kockic. 
- Sedem kotnih kockic se lahko neodvisno obrne, pozicija in rotacija osme je odvisna od ostalih sedem, kar pomeni {\displaystyle 3^{7}=2187} permutacij.
- Če privzamemo, da so vse center kockice neločljive je možnih {\displaystyle 24!/(4!^{6})} postavitev.
- 24 robovnih kockic ima lahko {\displaystyle 24!} postavitev
- Če privzamemo da kocka nima stalne orientacije v prostoru je skupno število permutacij zmanjšano za faktor 24.

Skupno število permutacij je torej
{\displaystyle {\frac {8!\cdot 3^{7}\cdot 24!\cdot 24!}{4!^{6}\cdot 24}}\approx 7.4\cdot 10^{45}}
ali 7.401.196.841.564.901.869.874.093.974.498.574.336.000.000.000.

## Metode reševanja
Za rešitev Rubikovega maščevanja ne obstaja posebna metoda, v večini pa se kocko rešuje tako, da se najprej sestavijo 2x2 centri na pravem mestu, nato poparijo robovi, tako da na  se kocka s premikanjem samo zunanjih ploskev obnaša kot 3×3×3 kocka.
Ker se center kockice lahko neodvisno premikajo, je za rešitev kocke potrebno paziti na pravilno orientacijo. Za orientacijo si lahko pomagamo z robovnimi in kotnimi kockicami, ki nam pokažejo, katere barve so si sosednje. Ko so centri sestavljeni in na pravem mestu, se lahko začne sestavljati skupne robovne kockice, ker ima vsaka svoj identičen par. Za tem se lahko kocko sestavi po metodah rešitve za 3x3x3 kocko, vendar zaradi mehanike 4x4x4 kocke lahko pride do edinstvenih postavitev robovnih ali kotnih kockic, kot je prikazano na sliki. Te postavitve se pojavijo na koncu rešitve, ko naj bi bila kocka po metodi rešitve za 3x3x3 kocko rešena. Take postavitve se reši s posebnim algoritmom.

## Rekordi reševanja
Trenutni svetovni rekord v reševanju na uradnem tekmovanju je 17,42 sekund. Rekord je postavil Sebastian Weyer.